# 愛のチャンピオン
「愛のチャンピオン（あいのちゃんぴおん）」は1994年7月21日に発売された爆風スランプ26枚目のシングル。

## 収録曲
1. 愛のチャンピオン
作詞:サンプラザ中野　作曲:ファンキー末吉/パッパラー河合/井上鑑
編曲:井上鑑/BAKUFU-SLUMP
朝日放送 ドキュメンタリー「驚きももの木20世紀」エンディング・テーマ。
2. 夏のソリトン
作詞:サンプラザ中野　作曲:パッパラー河合　編曲:井上鑑/BAKUFU-SLUMP
3. 愛のチャンピオン（オリジナル・カラオケ）
作詞:サンプラザ中野　作曲:ファンキー末吉/パッパラー河合/井上鑑　編曲:井上鑑/BAKUFU-SLUMP

## 収録アルバム
- TENSION (#1)
- GOLDEN☆BEST 爆風スランプ ALL SINGLES (#1)